# Lamborghini 350GTV
El Lamborghini 350 GTV és un prototip de Lamborghini i precursor del primer model de producció del fabricant d'automòbils, el 350 GT. Es va presentar per primera vegada al públic al Saló de l'Automòbil de Torí de 1963.
El Lamborghini 350GTV va ser el primer cotxe que va fabricar Ferruccio Lamborghini al fundar la seva empresa. Aquest automòbil va ser equipat amb un motor V12 de Lamborghini disposat a 60°, amb 3,5 litres de cilindrada. El 350 GTV té transmissió manual de 5 velocitats i el seu motor V12 té 360 CV de potència, el qual se suposa que va ser capaç de desenvolupar entre 240 i 280 km/h de velocitat màxima.